# 白唇竹叶青蛇
白唇竹叶青蛇（学名：Trimeresurus albolabris），俗名小青蛇、小绿蛇、绿牙蛇、白唇蕲蛇、青竹蛇，为竹叶青蛇属的爬行动物，分布于中国大陆长江以南及南亚东南亚地区，是竹叶青蛇属中分布最广泛的一种。它有毒，咬伤可致严重弥散性血管内凝血。

## 特征
白唇竹叶青存在两性异形，雌性比雄性头部更长更大、肛鳞更宽，雄性比雌性尾巴更长、尾下鳞更多。其形态在中国未发现存在显著的地理差异。

## 分布
分布于中国大陆长江以南及南亚东南亚地区，多见于平原、丘陵或低山区、常栖于溪沟、水塘、田埂边杂草中或低矮的灌木上、田野杂草或棉枝上以及常在住宅附近。
该物种的模式产地在中国。在中国，其分布主要集中在香港、广东、广西、贵州和云南。

## 保护
本种于2023年被收录入《有重要生态、科学、社会价值的陆生野生动物名录》。